# Stazione di Toyohoro
La stazione di Toyohoro (豊幌駅?, Toyohoro-eki) è una stazione della città di Ebetsu, in Hokkaidō, Giappone, situata sulla linea principale Hakodate.

## Struttura
La stazione è dotata di due banchine laterali e non è presenziata.
| 1 | ■ Linea principale Hakodate | per Sapporo e Otaru      | per Sapporo e Otaru      |
| 2 | ■ Linea principale Hakodate | per Iwamizawa e Takikawa | per Iwamizawa e Takikawa |

## Stazioni adiacenti
| «                         | Servizio                  | »                         |
| Linea principale Hakodate | Linea principale Hakodate | Linea principale Hakodate |
| ------------------------- | ------------------------- | ------------------------- |
| Ebetsu                    | Tutti i treni             | Horomui                   |